# محمد بشير
فايكوم محمد بشير (21 يناير 1908 - 5 يوليو 1994) أديب المالايالام الأول (لغة من لغات جنوب الهند). كان مفكرا إنسانيا محاربا من أجل الحرية، كما كان روائيا أديبا، منح جائزة بادما سري عام 1982 م.

## روابط خارجية
- محمد بشير على موقع IMDb (الإنجليزية)
- محمد بشير على موقع قاعدة بيانات الفيلم (الإنجليزية)